# Ferdinand Ritter von Hebra
Ferdinand Ritter von Hebra là một bác sĩ và nhà da học Áo, (7 tháng 9-1816, tại Brno, Moravia – 5 tháng 8-1880 tại Viên, Áo-Hung). Ông được biết đến như là người sáng lập Trường Da học Vienna, nơi tập hợp các bác sĩ có ảnh hưởng quan trọng lên nền da học hiện đại.
Ferdinand von Hebra tốt nghiệp y khoa năm 1841 tại Đại học Vienna. Ông chịu ảnh hưởng của Carl Freiherr von Rokitansky, một trong những người sáng lập môn giải phẫu bệnh học.
Ferdinand von Hebra viết nên một trong những cuốn sách da học có ảnh hưởng nhất trong mọi thời đại, cuốn Atlas der Hautkrankeiten (Atlas bệnh da), có những hình ảnh minh họa bởi hai nhà vẽ tranh minh họa y khoa của Áo, Anton Elfinger (1821-1864) và Carl Heitzmann (1836-1896).

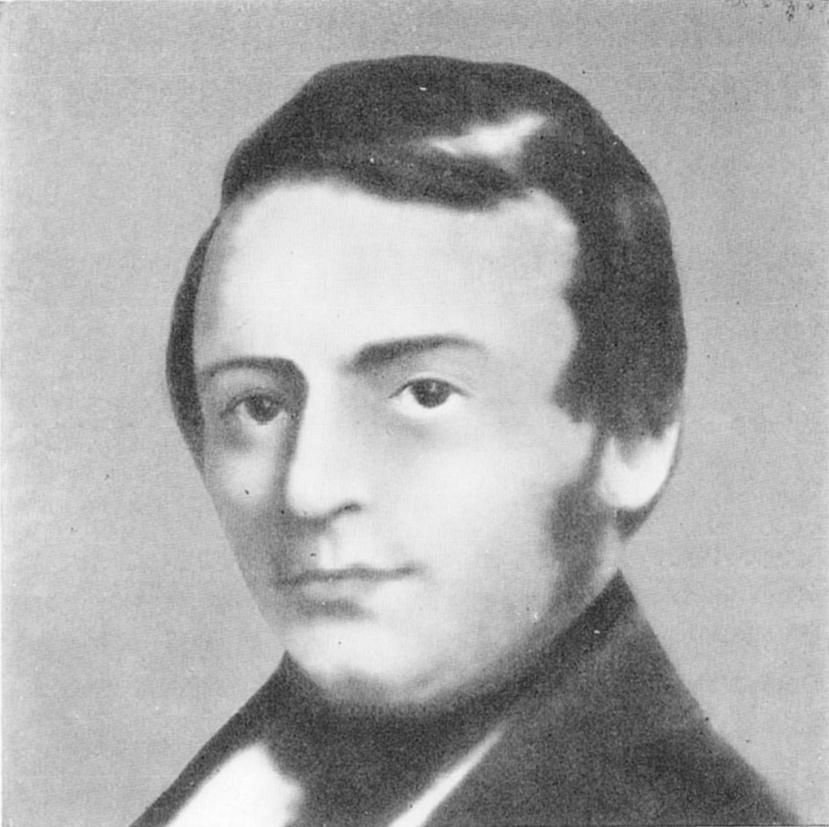
Hình ảnh ông khi còn trẻ
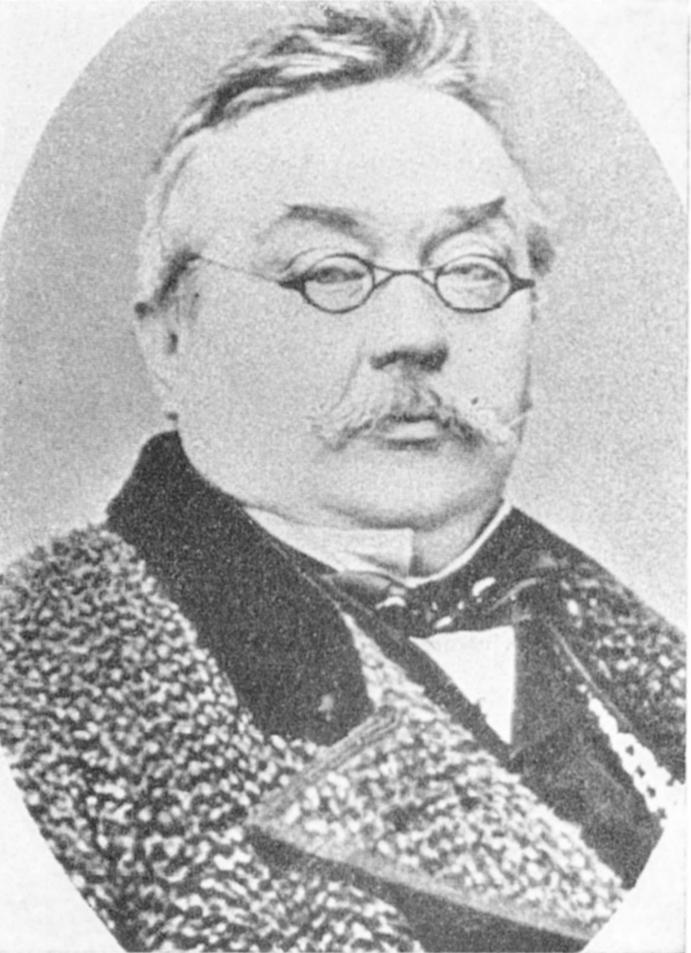
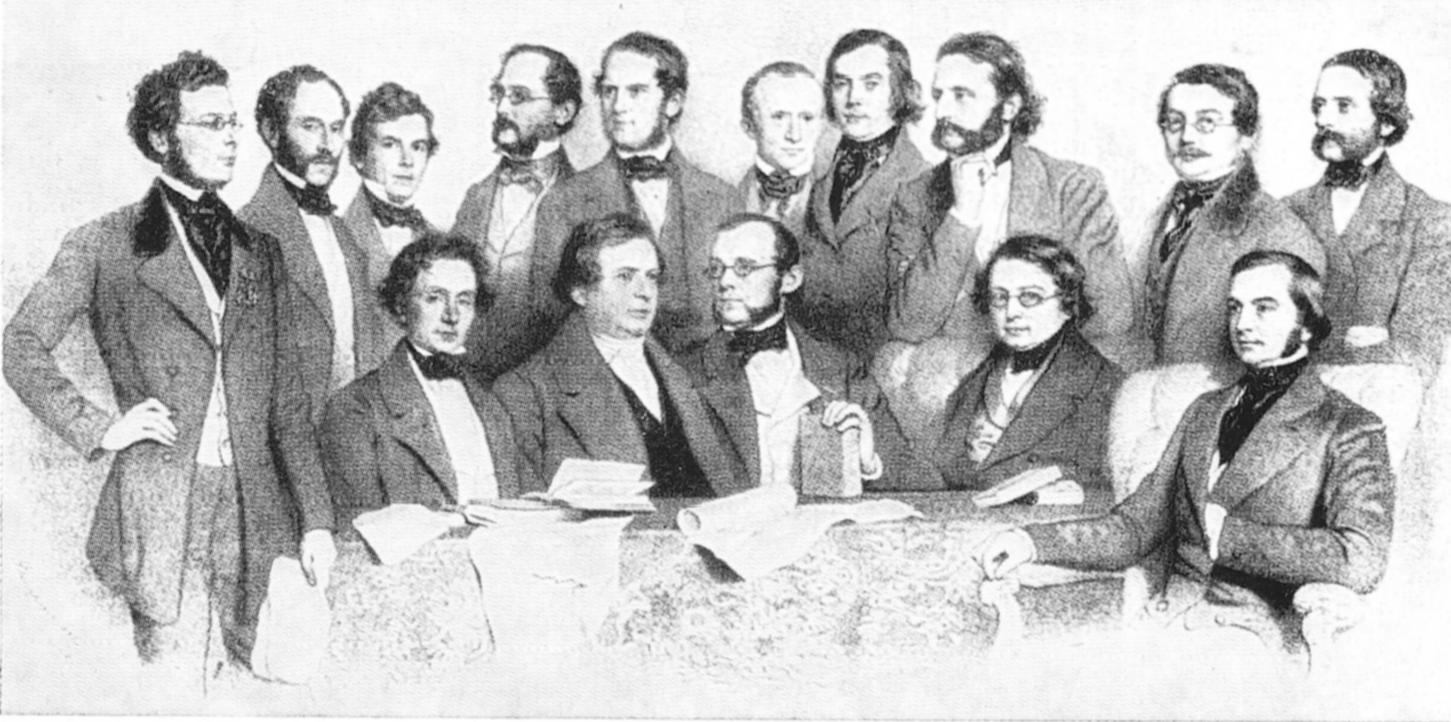
Cùng với các đồng nghiệp ở Vienna, 1853